# 内宗王
内宗王（うちむねおう、生没年不詳）は、平安時代初期から前期にかけての皇族。伊予守・豊前王の子。官位は従五位上・散位。
仁寿4年（854年）無位から従五位下に叙爵。貞観5年（863年）従五位上に叙される。同年12月には伊勢神宮に派遣され、奉幣を行っている。

## 官歴
『六国史』による。
- 仁寿4年（854年） 正月7日：従五位下（直叙）
- 貞観5年（863年） 正月7日：従五位上